# Рахковичі
Рахковичі (рос. Рахковичи) — присілок у Лодєйнопольському районі Ленінградської області Російської Федерації.
Населення становить 4 особи. Належить до муніципального утворення Янегське сільське поселення.

## Історія
Згідно із законом від 20 вересня 2004 року № 63-оз належить до муніципального утворення Янегське сільське поселення.

## Населення
| 1879 | 1905 | 1927 | 1965 | 1997 | 2007 | 2010 |
| ---- | ---- | ---- | ---- | ---- | ---- | ---- |
| 130  | ↗258 | ↗404 | ↘40  | ↘6   | ↘4   | ↗5   |
| 2014 |      |      |      |      |      |      |
| ↘4   |      |      |      |      |      |      |